# Alfonso Castiñeiras Campos
Alfonso Castiñeiras Campos (Santiago de Compostela, 1942), es un químico español, catedrático de Química inorgánica de la Universidad de Santiago de Compostela y doctor honoris causa de la Universidad de Granada (2013).

## Biografía

### Formación universitaria
Cursó los estudios de Ciencias Químicas en la Universidad de Santiago de Compostela. En la misma Universidad, se doctoró con una tesis doctoral sobre aductos de tetrahaluros de estaño con ditiooxamidas, que realizó bajo la dirección del profesor José R. Masaguer Fernández en los años 1970-1974, siendo durante ese tiempo Profesor Ayudante del Departamento de Química Inorgánica de la Facultad de Ciencias. Durante los años 1974 y 1975 continuó su labor investigadora y docente como Profesor Agregado interino en la referida Facultad.

### Labor docente en la Universidad Autónoma de Madrid y en el CSIC
En 1976 se trasladó a la Universidad Autónoma de Madrid impartiendo docencia en Química Inorgánica como Profesor Agregado contratado, al tiempo que se inicia en el análisis estructural por difracción de rayos X de monocristal en el Instituto de Química-Física Rocasolano del CSIC, bajo la supervisión de los profesores de Investigación Severino García Blanco y Sagrario Martínez Carrera.

### Labor docente en la Universidad de Santiago de Compostela
En 1982 se incorporó al Departamento de Química Inorgánica de la Facultad de Farmacia de la Universidad de Santiago de Compostela como Profesor Adjunto Numerario. Desde entonces realizó numerosas estancias en el Instituto de Química Inorgánica de la Universidad de Tubinga (Alemania) donde completó su formación en el campo del análisis estructural por difracción de rayos X con los profesores Joachim Strähle y Wolfgang Hiller, habiendo disfrutado de varias Becas y Bolsas de estudios para tal fin. En 1991 accedió a la Cátedra de Química Inorgánica de la Universidad de Santiago de Compostela donde impartió clase también en Ingeniería Química, donde a menudo utilizó ejemplos gráficos para hacer entender conceptos complejos como la estructura molecular (p.ej: pan-jamón-pan)
Bajo su auspicio, en 1986 se creó en la Universidad de Santiago de Compostela el Servicio de difracción de rayos X, siendo su primer Director hasta 1999. Fue asimismo Secretario del Departamento de Química Inorgánica de la Universidad de Santiago de Compostela desde su creación en 1986 hasta 1989 y Director del mismo desde 1990 hasta 1993. Ha sido también Director del Área de Deportes de la Universidad de Santiago de Compostela durante 1987. De este último, ha sido Vocal de su Junta de Gobierno de 1987 a 1991.  
Organizó diversas reuniones científicas tanto nacionales como internacionales, entre las que destacan: la XXI Reunión Bienal de la R.S.E.Q. (1986), Wissenschaftliches Kolloquium von Arbeitsgruppen für Anorganische Chemie der Universitäten Santiago de Compostela, Karlsruhe, Marburg und Tübingen (1992), Latin-American Inorganic Chemistry Meeting (1993) y XIIIth Spanish-Italian Congress on Thermodynamics of Metal Complexes (2002).  

## Asociaciones a las que pertenece
- Real Sociedad Española de Química desde 1977 y pertenece a sus Grupos Especializados de Cristalografía y de Química Inorgánica.
- Sociedad Portuguesa de Química desde 1982.
- American Chemical Society desde 1984.
- Gesellschaft Deutscher Chemiker desde 1988.
- British Crystallographic Association desde 1988.
- Association Française de Cristallographie desde 1990.
- American Association for the Advancement of Science desde 1994.
- Academia de Farmacia de Galicia desde 2017.[2]
- miembro de la editorial Board.
- miembro de la revista Polyhedron.
- miembro del Wissenschaftlicher Beirat.
- miembro de la revista Zeitschrift für anorganische und allgemeine Chemie.

## Distinciones
Por acuerdo del Claustro Universitario del 19 de marzo de 2013, se le concedió el Grado de "Doctor Honoris causa" por la Universidad de Granada, a propuesta de la Facultad de Farmacia Área de Ciencias, con las adhesiones de la Facultad de Medicina y la Facultad de Odontología. 